# Robert Schwarz (Chemiker)

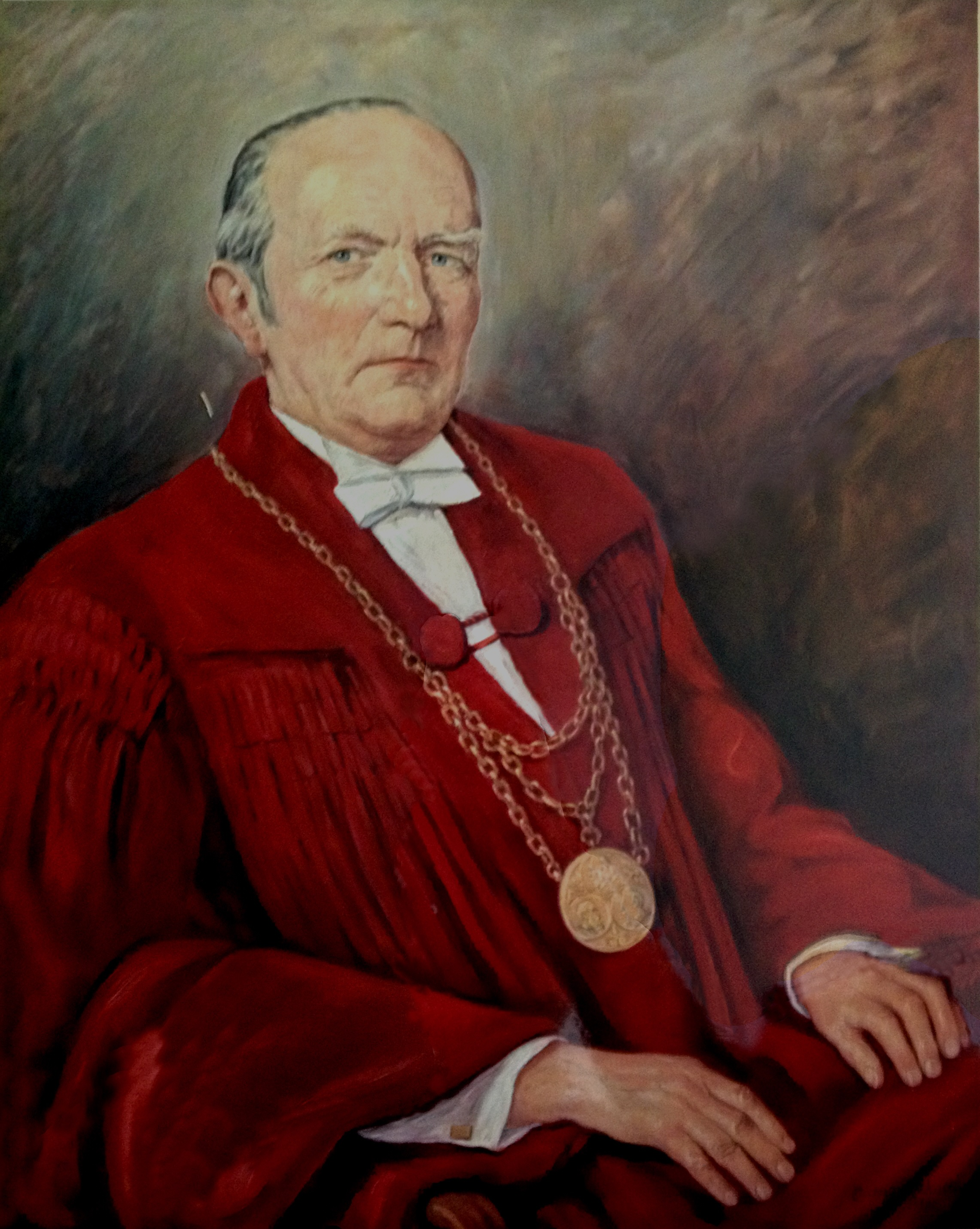
Schwarz als Rektor der RWTH Aachen (Curtius Schulten 1953)

Karl Gottfried Robert Schwarz (* 17. Dezember 1887 in Berlin; † 13. Juni 1963 in Aachen) war ein deutscher Chemiker und Hochschullehrer für Chemie.

## Leben

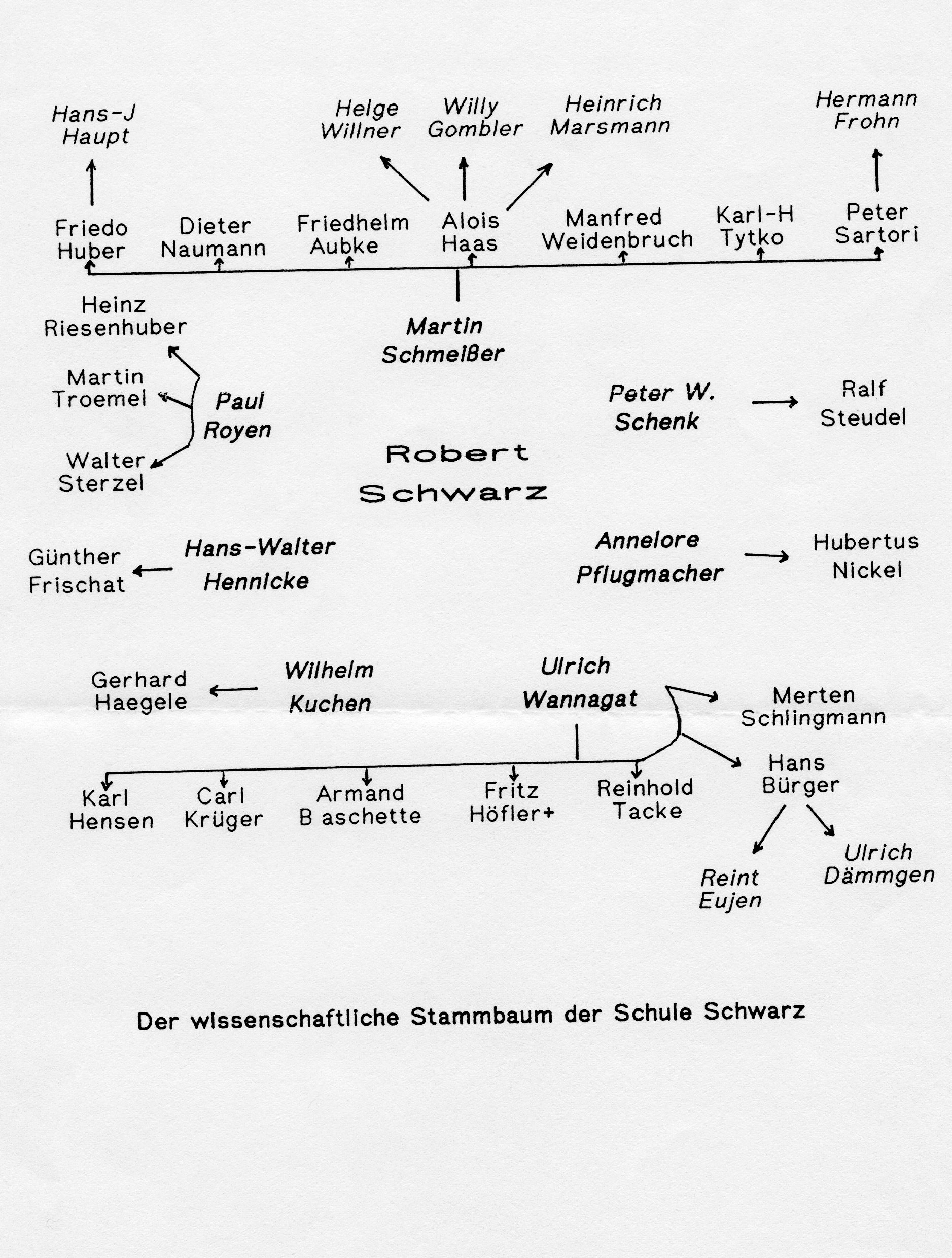
Wissenschaftlicher Stammbaum des Königsberger und Aachener Chemieprofessors Robert Schwarz und seiner Schüler

Nach dem Abitur in  Spandau besuchte Schwarz die Keramische Fachschule in  Bunzlau (siehe Bunzlauer Keramik). Er studierte ab 1905 an der Schlesischen Friedrich-Wilhelms-Universität Chemie und wurde Mitglied des Corps Borussia Breslau, wo er mit Eberhard Buchwald aktiv war. Später wechselte er an die  Technische Hochschule Charlottenburg und die Albert-Ludwigs-Universität Freiburg. Mit einer Doktorarbeit über Ton und afrikanische Erden wurde er 1910 zum Dr. phil. promoviert; 1914 habilitierte er sich. Als Teilnehmer am  Ersten Weltkrieg wurde er schwer verwundet. Die Universität Freiburg ernannte ihn 1919 zum a.o. Professor für anorganische und analytische Chemie. Die Johann Wolfgang Goethe-Universität Frankfurt am Main berief ihn 1928 auf ihren Lehrstuhl für dieses Fach. 1933 wurde er Mitglied der NSDAP. Am 1. April 1934 folgte er dem  Ruf der Albertus-Universität Königsberg, an der er bis zur Ostpreußischen Operation (1945) blieb. 1946/47 kam er an der TH Karlsruhe unter. 1948 berief ihn die RWTH Aachen als Ordinarius für  anorganische Chemie und Elektrochemie. Als Nachfolger von Wilhelm Fucks war er in den akademischen Jahren 1952/53 und 1953/54 Rektor der RWTH. Schwarz befasste sich vor allem mit der Molekülchemie der Nichtmetalle (Silizium, Germanium), der Halogene und der Peroxide. 1956 wurde er  emeritiert. Zu seinen Schülern gehörten Annelore Köster-Pflugmacher, Hans Walter Hennicke, Wilhelm Kuchen, Martin Schmeißer, Peter Wolfgang Schenk und Ulrich Wannagat.

## Ehrungen
- Mitglied der Deutschen Akademie der Naturforscher Leopoldina (1940)
- Korrespondierendes Mitglied der Deutschen Akademie der Luftfahrtforschung[4]
- Alfred-Stock-Gedächtnispreis der Gesellschaft Deutscher Chemiker (1952)
- Rektor der RWTH Aachen (1952–1954)
- Korrespondierendes Mitglied der Bayerischen Akademie der Wissenschaften (1953)
- Dr. rer. nat. h. c. der Ludwig-Maximilians-Universität München (1956)
- Vizepräsident der Gesellschaft Deutscher Chemiker (1957)
- Ehrensenator der RWTH Aachen (1957)
- Großes Bundesverdienstkreuz (1957)
- Dr. rer. nat. h. c. der Georg-August-Universität Göttingen (1960)
- Dr. techn. h. c. der  TH Graz (1963)

## Werke
- Chemische Untersuchungen über Bohnerztone und afrikanische Erden; Dissertation, Freiburg i. B. , 1910
- Bestimmung der Schmelzwärme des Li-2-Si O-3 und Li-4 Si O-4;  Robert Schwarz/Hermann Sturm, Berlin : Schade, 1914
- Feuerfeste und hochfeuerfeste Stoffe;  Braunschweig : Vieweg, 1918
- Chemie der anorganischen Komplexverbindungen : ein Grundriss für Studierende; Berlin [u. a.], 1920;
- Chemische Studien über tonige Verwitterung und Kaolinisierung;  Halle (Saale) : Niemeyer, 1936
- Kohlenstoff und Silicium : eine vergleichende Betrachtung; Halle (Saale) : Niemeyer, 1942
- Wesen und Bedeutung der Siliciumchemie / Robert Schwarz  und Fortschritte in der Synthese der Kohlenstoffverbindungen / Kurt Alder;  Köln ; Opladen : Westdt. Verl., 1954.
- mit Peter Wolfgang Schenk: Chemisches Praktikum für Mediziner und Studierende sonstiger an Chemie interessierter Wissenschaften, Leipzig, 1966, Johann Ambrosius Barth Verlag, 14. Auflage, 224 S.